# 高橋邦典
高橋 邦典（たかはし くにのり、1966年2月9日 - ）は、日本の写真家。宮城県仙台市生まれ。千葉大学工学部中退。ボストン・ヘラルド誌、シカゴ・トリビューン誌に勤務後、2009年からフリーランスに。主にソマリアや南アフリカなどの紛争地を取材をしている。

## 主な受賞歴
- 1996年 - フォトグラファー・オブ・ザ・イヤー
- 2003年 - ピクチャー・オブ・ザ・イヤー
- 2003年 - ナショナル・ヘッドライナー・アワード 最優秀写真賞
- 2004年 - 第9回日本絵本賞大賞
- 2008年 - DAYS国際フォトジャーナリズム大賞 3位
- 2010年 - DaysJapan国際フォトジャーナリズム大賞 審査員特別賞

## 著書一覧

### 写真集、他
- ぼくの見た戦争 2003年イラク（ポプラ社、2003）
- 世界中の息子たちへ（詩:堤江実、ポプラ社、2004）
- 戦争が終わっても ぼくの出会ったリベリアの子どもたち（ポプラ社、2005）
- フレームズ・オブ・ライフ（長崎出版、2011）
- 「あの日」のこと 東日本大震災 2011・3・11（ポプラ社、2011）